# Hans-Joachim Caesar
Hans-Joachim Caesar (* 17. Mai 1905 in Neiße, Provinz Schlesien; † 18. Mai 1990 in Köln) war ein deutscher Jurist und Bankier. Er war von 1931 bis 1945 für die Reichsbank tätig und war von 1940 bis 1944 deutscher Bankenkommissar in Frankreich.

## Leben
Caesar war Sohn des Oberst Siegfried Caesar. Er begann an der Philipps-Universität Marburg und der Westfälischen Wilhelms-Universität Rechtswissenschaft zu studieren. Am 16. Februar 1924 im Corps Teutonia zu Marburg recipiert, wurde  er noch im selben Jahr auch im Kartellcorps Rheno-Guestphalia aktiv. Als Inaktiver wechselte er an die Christian-Albrechts-Universität zu Kiel. Er bestand 1928 das Referendarexamen und 1931 die Assessorprüfung. Er begann seine Tätigkeit für die Reichsbank in Berlin im Dezember 1931. Am 1. Januar 1935 wurde er zum Reichsbankrat ernannt, und war zuletzt Mitglied des Direktoriums. In seinen Zuständigkeitsbereich fielen unter anderem die Verwaltung US-amerikanischer Unternehmen und Vermögenswerte während des Zweiten Weltkrieges. Einige Autoren sehen ihn in diesem Kontext quasi als „rechte Hand“ des damaligen Vizepräsidenten der Reichsbank, Emil Puhl, der de facto die Geschäfte der Reichsbank für den nominellen Reichsbankpräsidenten und Reichswirtschaftsminister Walther Funk führte.
Zur Zeit der Deutschen Besetzung Frankreichs im Zweiten Weltkrieg war er von 1940 bis 1944  deutscher Bankenkommissar in Frankreich. In dieser Funktion war er für die Aufsicht von Repräsentanzen alliierter Banken wie Barclays und Chase Manhattan Bank in Paris zuständig. Darüber hinaus überwachte Caesar das Bankenwesen auf den von 1940 bis 1944 vom Deutschen Reich besetzten britischen Kanalinseln und besuchte in dieser Eigenschaft im Januar 1941 die Insel Jersey.
Von 1945 bis 1947 war Caesar in englischer und amerikanischer Kriegsgefangenschaft. Von 1948 bis 1951 arbeitete er für das Bankhaus Vogeler in Düsseldorf. Ab 1952 war er Geschäftsführer der Deutschen Treuhand-Wohnbau GmbH in Stuttgart. Von 1962 bis 1970 war er Berater der Westdeutschen Kreditbank für Baufinanzierung in Köln. Er saß im Aufsichtsrat verschiedener deutscher Banken. Zeitweise war er auch deutscher Repräsentant des 1977 spektakulär in Konkurs gegangenen Tessiner Bankhauses Weisscredit.
Aus der 1932 geschlossenen Ehe mit Ruth Schäfer, der Tochter des Essener Oberbürgermeisters Heinrich Schäfer, gingen ein Sohn und zwei Töchter hervor.

## Werke
- Das Wechselrecht in der Bankpraxis. Rechtsfragen f. Ankauf u. Verwaltg d. Wechsels. Verlag Beamtenpresse, Berlin 1937 (Schriftenreihe der Staatsbank; Bd. 2)